# Mariame
Die Mariame, auch Marian, Mariane oder Mariave geschrieben, sind heute ausgestorbene nordamerikanische Indianer aus dem südlichen Texas in den USA. Sie waren eine von mehreren Hundert Ethnien, die zur Stammesgruppe der Coahuiltec gehören und eine gemeinsame Sprache, das Coahuilteco, und eine ähnliche Kultur teilten.

## Wohngebiet
Die Mariame waren eine von elf Gruppen, die das Gebiet zwischen dem unteren Guadelupe und Nueces River im Süden von Texas bewohnten. Sie lebten neun Monate lang (Herbst, Winter und Frühling) am Guadelupe River oberhalb der Einmündung des San Antonio Rivers, während sie im Sommer 140 km nach Südwesten zogen. Alle Gruppen folgten diesem saisonalen Zyklus, der sie zur Ernte von Kaktusfeigen (engl. Prickly Pears), den Früchten von Feigenkakteen, westlich der Corpus Christi Bay führte.

## Lebensweise und Kultur
Beschreibungen der Lebensweise von Angehörigen der Coahuiltec gibt es nur zwei, die allerdings aus zwei verschiedenen Jahrhunderten stammen. Die erste ist von Cabeza de Vaca und schildert seine Zeit bei den Mariame in den Jahren 1533 und 1534. Die zweite Quelle ist Alonso De Leóns allgemeine Beschreibung der zu den Coahuiltec gehörenden indianischen Gruppen, die er vor 1649 als Soldat in Nuevo León in Mexiko kennenlernte.
Die Mariame zählten um 1534 etwa 200 Personen, die in einer Siedlung aus 40 Häusern lebten. Die Häuser waren kuppelförmig, rund und bestanden aus einem Gerüst von vier flexiblen Stangen, die man in den Boden steckte, bog, oben zusammenband und mit Matten bedeckte. Die Stangen und Matten wurden mitgenommen, wenn die Gruppe umzog. Während seines Aufenthaltes bei den Mariame erwähnte Cabeza de Vaca keine Bisonjagd, doch er bemerkte Bisonfelle. Das bevorzugte Wild waren Hirsche. Am Guadelupe River unternahmen die Indianer zweitägige Jagdausflüge, die zwei oder drei Mal im Jahr stattfanden und die sie aus dem bewaldeten Flusstal in das benachbarte Grasland führten. Dabei nahmen sie Feuerholz und Trinkwasser mit. Sie veranstalteten eine Treibjagd, wobei sie sich das Wild durch Abbrennen des Grases zutrieben.
Wenn sie bei der Jagd nach Süden zogen, folgten die Mariame der Küstenlinie der Copano Bay. Wehte der Wind ablandig, verteilten sich die Jäger, trieben die Hirsche ins Wasser, bis sie ertranken, und zogen sie in ihre Boote. Die Indianer erlegten Ratten, Mäuse und Schlangen, deren Knochen sie zu Pulver zerrieben. Sie aßen auch Schnecken, Frösche, Eidechsen, Spinnen und Insekten. Sie durchsuchten die Kakteen-Felder nach Insekten und deren Eiern und Larven. In Zeiten des Hungers aßen sie gelegentlich auch Erde, Holz und Exkremente von Hirschen. Nach den Überschwemmungen im April und Mai fingen sie Fische in flachen Gewässern, wenn das Hochwasser abgeflossen war. Pekannüsse (Carya illinoensis) und Kaktus-Früchte waren äußerst wichtig für die Ernährung der Mariame. Im Herbst sammelten sie Pekannüsse am Guadelupe River, die zermahlen und mit Samen anderer Pflanzen vermischt wurden, und im Sommer erntete man Kaktus-Früchte in großen Mengen, die teilweise gepresst und zu Fruchtsaft verarbeitet wurden. Wurzeln bestimmter Pflanzen waren die Hauptnahrungsquelle im Winter, die aber knapp und schwer zu finden waren und von Frauen im Umkreis von 8 bis 12 Kilometern um das Lager gesammelt wurden. Diese Wurzeln röstete man etwa zwei Tage lang in einer Art Ofen.
Die Indianer benutzten Pfeil und Bogen als offensive Waffe und hatten kleine Schilde, die mit Bisonhaut überzogen waren. Cabeza de Vaca beschreibt den Kampf von zwei Männern um eine Frau. Sie benutzten nur ihre Fäuste und Stöcke und nach dem Kampf zerstörte jeder sein Haus und verließ das Lager. Kein Mann bei den Mariames hatte zwei oder mehr Frauen. Scheidung war erlaubt, aber es wurde kein Grund außer sexueller Unzufriedenheit anerkannt.
Die Mariame praktizierten den weiblichen Infantizid und töteten manchmal auch männliche Kinder, wenn ungünstige Träume es verlangten. Das führte dazu, dass sich manchmal Mariame-Männer ihre Frauen bei anderen Gruppen suchen mussten. Wenn eine Frau schwanger war, hielt sich ihr Mann beim ersten Anzeichen von ihr fern und hatte erst wieder Geschlechtsverkehr, wenn das Kind zwei Jahre alt war. Die Frauen säugten ihre Kinder bis zum Alter von 12 Jahren.
Die Mariame hat man lange Zeit mit den Muruam identifiziert, von denen es Berichte aus der Mission San Antonio de Valero im 18. Jahrhundert gibt. Diese sollen 1707 in der Gegend des heutigen Ortes Eagle Pass am Rio Grande gelebt haben, doch die Entfernung vom unteren Nueces River bis Eagle Pass beträgt mehr als 300 km landeinwärts, so dass diese Annahme zweifelhaft ist. Eine zweite Gruppe, die Mahuame, werden ebenfalls mit den Mariame in Verbindung gebracht, doch diese lebten 1674 im nordöstlichen Coahuila.